# Adyen
Adyen est une entreprise néerlandaise de service financier spécialisée dans le paiement électronique.

## Histoire
En juin 2018, Adyen annonce avoir réalisé une introduction en bourse à Amsterdam pour une valorisation de 17 milliards de dollars.
En 2020, la fintech néerlandaise traite 303 milliards d'euros de transactions.